# كريس بوش (لاعب كرة قدم)
كريس بوش (بالإنجليزية: Chris Bush)‏ (12 يونيو 1992 في المملكة المتحدة - ) هو لاعب كرة قدم بريطاني في مركز الدفاع. لعب مع نادي برينتفورد ونادي هيرفورد ونادي غيتزهد ولينكولن سيتي أف سي ونادي وكينغ ونادي سالزبري سيتي وThurrock F.C. ‏ وإيه أف سي ويمبلدون وويلينج يونايتد.

## وصلات خارجية
- كريس بوش على موقع قاعدة بيانات كرة القدم.إي يو (الإنجليزية)
- كريس بوش على موقع Soccerway.com (الإنجليزية)